# Beata Możejko
Beata Możejko (ur. 16 sierpnia 1968 w Gdyni) – polska historyk.

## Życiorys
Uczęszczała do Szkoły Podstawowej nr 8 w Sopocie, następnie do V Liceum Ogólnokształcącego w Gdańsku-Oliwie (1987). Absolwentka Wydziału Filologiczno-Historycznego Uniwersytetu Gdańskiego (1992); doktorat na UG w 1997, habilitacja tamże w 2004. 22 kwietnia 2016 uzyskała tytuł profesora nauk humanistycznych, który w tym samym roku odebrała z rąk prezydenta RP Andrzeja Dudy.
Wykładowczyni na Uniwersytecie Gdańskim, specjalizuje się w historii średniowiecza.
W kadencji 2020–2023 członek Komitetu Nauk Historycznych PAN. W 2022 powołana w skład Rady Muzeum Gdańska, została jej wiceprzewodniczącą. W tym samym roku została również dyrektorem Centrum Badań Memlingowskich, działającego w ramach Uniwersyteckiego Ośrodka Badań Stosowanych i Międzyobszarowych UG.

## Publikacje
- Peter von Danzig. Dzieje wielkiej karaweli 1462-1475, Wydawnictwo UG, Gdańsk 2011, s. 288.
- Bulbs of onion (Allium cepa L.) and garlic (Allium sativum L.) from the 15th-century Copper Wreck in Gdańsk (Baltic Sea): a part of victualling?, „Journal of Archaeological Science” 2011, vol. 40, s. 4066–4072 (współautor).
- Rozrachunek z życiem doczesnym. Gdańskie testamenty mieszczańskie z XV i początku XVI wieku, Wydawnictwo UG, Gdańsk 2010, s. 209.
- Czynsz gdański w polityce Kazimierza Jagiellończyka i jego synów (1468-1516), Wydawnictwo UG, Gdańsk 2004, s. 485.
- Ród Świnków na pograniczu polsko-krzyżackim w średniowieczu, Wydawnictwo UG, Gdańsk 1998, s. 280.